# Leon Wieseltier

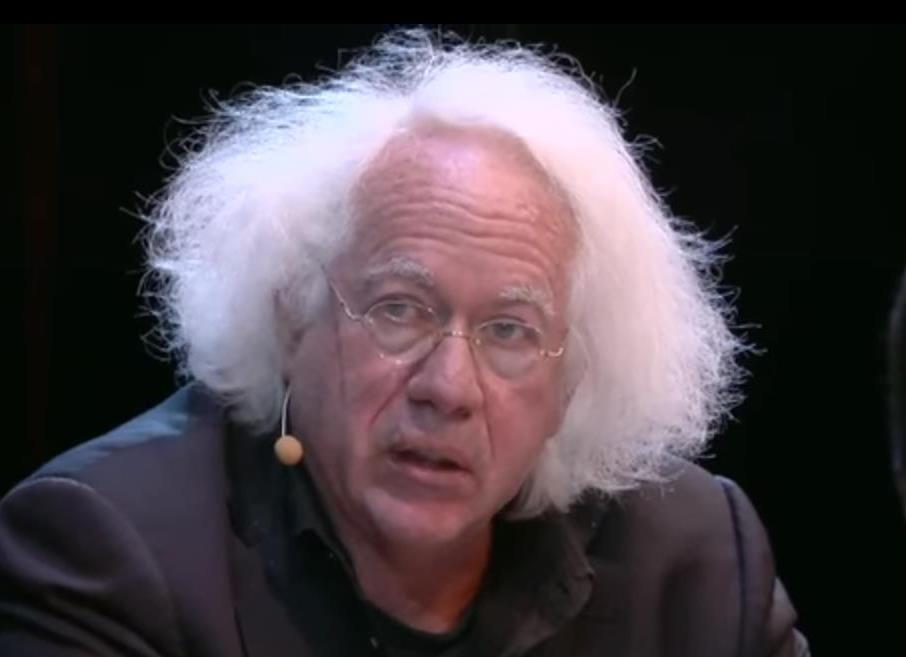
Leon Wieseltier (2015)

Leon Wieseltier (geboren 14. Juni 1952 in Brooklyn) ist ein US-amerikanischer Journalist.

## Leben
Wieseltier besuchte die Jeschiwa in Flatbush, wo er eine zionistische Erziehung erhielt. Er studierte an der Columbia University, Oxford University und der Harvard University, von 1979 bis 1982 war er Mitglied der Harvard's Society of Fellows.
Wieseltier hat Poesie und Sachbücher geschrieben. In der Öffentlichkeit besonders beachtet wurde im Jahr 2000 sein Buch Kaddish, es wurde Finalist beim National Book Award. Wieseltier gründete die viermal im Jahr erscheinende Zeitschrift Liberties, in der stets ein Beitrag von ihm den Abschluss bildete. Er gab postum Essays von Lionel Trilling heraus und übersetzte Lyrik von Yehuda Amichai ins Englische, die er im The New Republic und im The New Yorker erscheinen ließ. Seit 1979 war Wieseltier Mitglied der Redaktion The New Republic und wurde 1983 ihr literary editor. 2014 verließ er die Zeitschrift. Wieseltier soll als langjähriger Literaturchef des New Republic mehrere Frauen sexuell belästigt haben. Seine meinungsstarken Artikel verursachten häufiger Debatten in der amerikanischen und israelischen Öffentlichkeit. Er war 2010 Mitgründer des Jewish Review of Books. 2013 erhielt er zusammen mit Michel Serres den Dan-David-Preis.
Wieseltier war vier Jahre lang der Begleiter der Choreografin Twyla Tharp.

## Schriften (Auswahl)
- Nuclear war, nuclear peace. Holt, Rinehart and Winston, New York 1983.
  - Frieden durch Abschreckung. Strategische Überlegungen zur Verhinderung eines Atomkrieges. Übersetzung Hans Jürgen Baron von Koskull. Goldmann, München 1984.
- Against identity. W. Drenttel, New York 1996.
- Kaddisch. Übersetzung Friedrich Griese. Hanser, München 2000, ISBN 3-44-619944-6.
- Was nicht getan werden muß. Israel, Palästina und die Wiederkehr der binationalen Phantasie. In: Ernst Piper (Hrsg.): Theodor Herzl. Der Judenstaat: Versuch einer modernen Lösung der Judenfrage. Texte und Materialien 1896 bis heute. Philo, Berlin 2004, S. 225–236, zuerst 2003 in The New Republic.